# Presidio Modelo

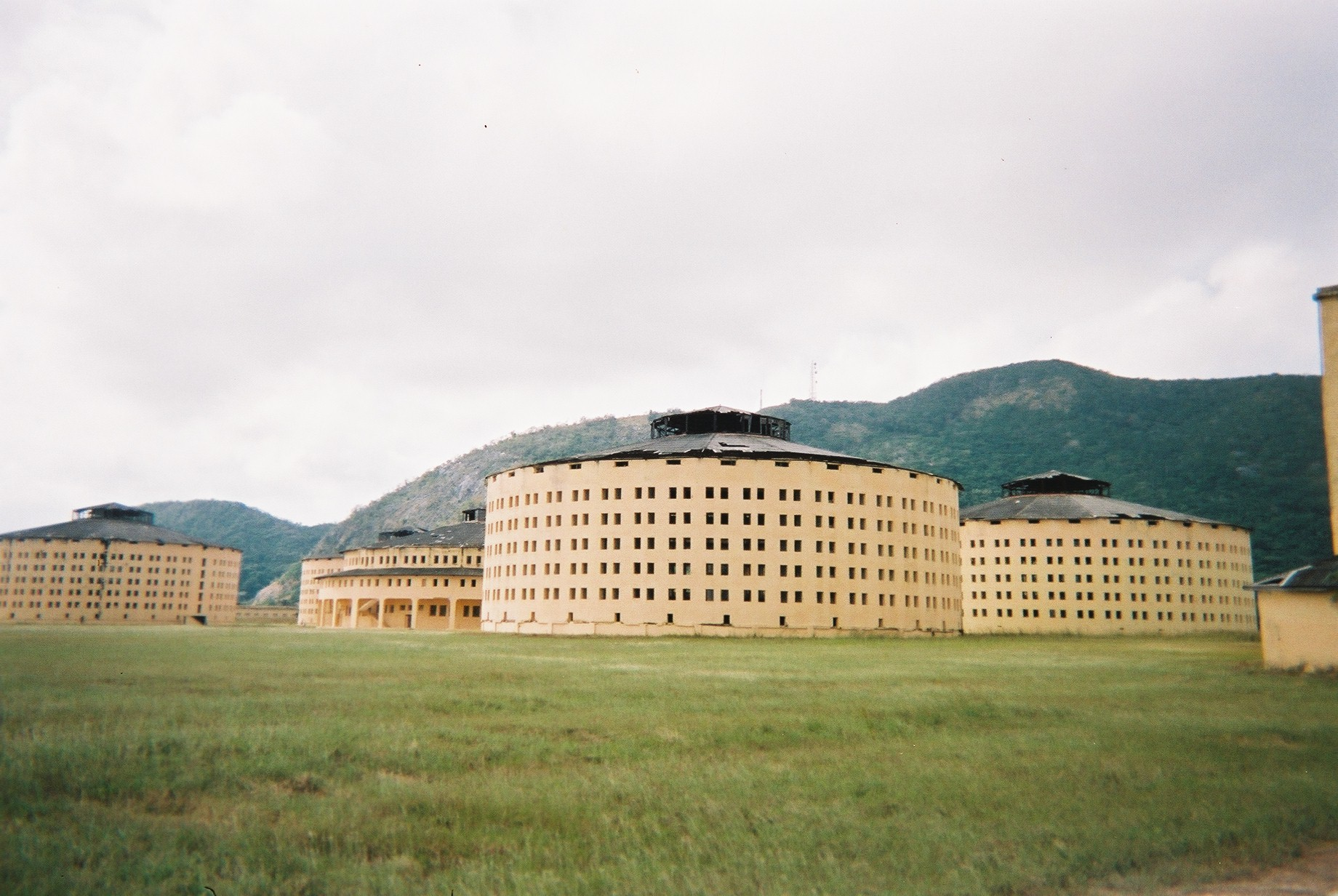
Presidio Modelo

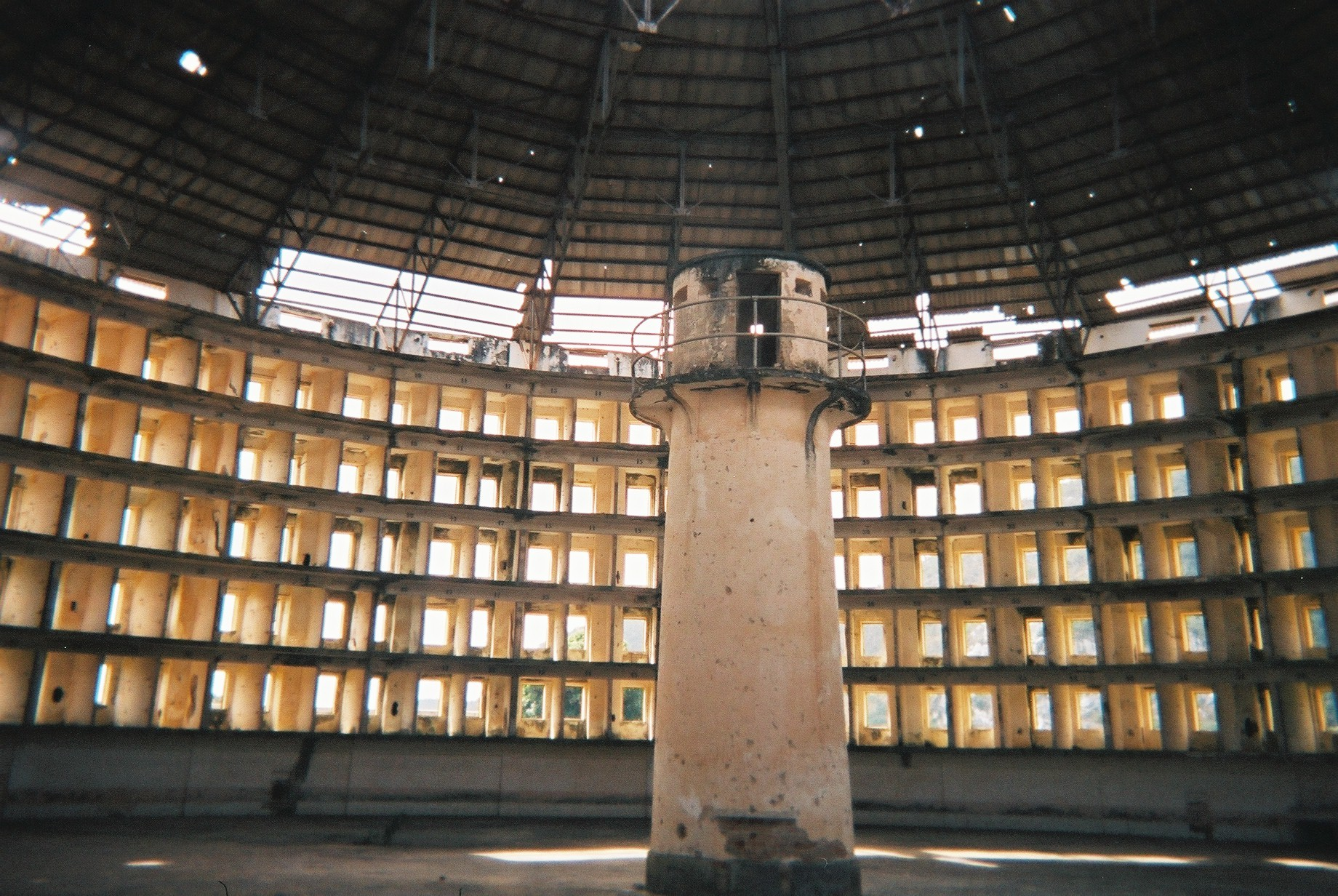
Inuti en av byggnaderna

Presidio Modelo var ett "modellfängelse" av panoptisk typ på Isla de la Juventud i Kuba. Fängelset byggdes under diktatorn Gerardo Machados tid 1926–1931. Det består av sex byggnader som var och en rymde 1 000 fångar, totalt 6 000 fångar.[källa behövs]
De flesta överlevande från det misslyckade kuppförsöket 1953, däribland Fidel Castro, var fängslade här från 1953 till 1955.
Fängelset fungerar numera som ett museum och har förklarats som nationalmonument. Den gamla administrationsbyggnaden inhyser nu en skola och ett forskningscenter för ungdomar.